# Parafia Narodzenia Najświętszej Maryi Panny w Ostrowąsie
Parafia Narodzenia Najświętszej Maryi Panny w Ostrowąsie – parafia rzymskokatolicka, znajdująca się w diecezji włocławskiej, w dekanacie aleksandrowskim. 
Kościołem parafialnym w Ostrowąsie jest Kościół Narodzenia Najświętszej Maryi Panny. Funkcję proboszcza od 2009 roku pełni ks. dr Janusz Drewniak.